# Mümmelmannsberg

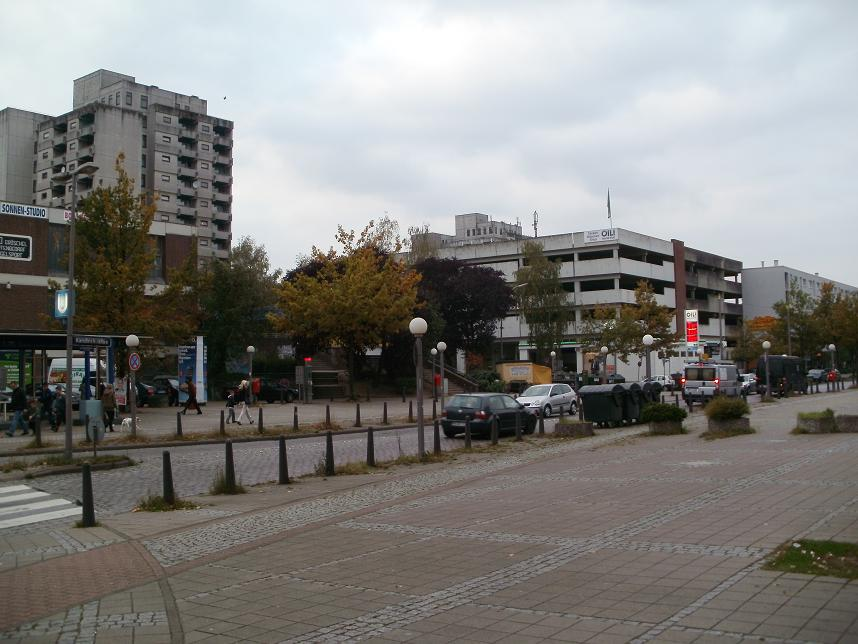
Kandinskyallee i Mümmelmannsberg

Mümmelmannsberg är ett bostadsområde i Billstedt i östra Hamburg. Det ligger i området Hamburg-Mitte och har  fått sitt namn efter gatan med samma namn. Det har smeknamn som Mümmelberg, Mümmel och Mümmeltown. Området byggdes 1970-1979 i olika byggetapper. Cirka 18 000 personer bor[när?] i området.